# Homestuck (веб-сайт)
Homestuck (до 2018 года - MS Paint Adventures) — веб-сайт, на котором размещаются веб-комиксы, написанные и проиллюстрированные Эндрю Хасси. На данный момент сайт вмещает в себя 4 истории и более чем 10 000 страниц, что делает его самой большой базой веб-комиксов.
Комиксы выдержаны в стиле Interactive Fiction-игр и отчасти их пародируют. Также они нередко ссылаются на популярную культуру. Изначально у читателей комиксов была возможность влиять на действия персонажей и дальнейшее развитие истории, но позже от этой идеи отказались из-за того, что автор хотел создавать более связанные истории.
Истории навеяны компьютерными играми (к примеру EarthBound и Sims), а также интернет-культурой и мемами. Несмотря на то, что в старом названии сайта присутствовало название графического редактора Microsoft Paint, большинство страниц комиксов нарисованы в программе Adobe Photoshop.
Самый большой и популярный комикс на сайте — Homestuck, собравший вокруг себя огромную базу фанатов.

## Комиксы

### Ранние работы

#### JailBreak
Первый комикс на сайте. Первая страница Jailbreak является единственной нарисованной в Paint страницей на ресурсе. Остальные страницы комикса и дальнейшие работы Хасси нарисованы в Photoshop. Повествует о человеке, который пытается всеми способами выбраться из тюрьмы. Все 134 страницы комикса были выложены на сайт 3 июня 2007 года, не окончен.

#### Bard Quest
Второй комикс Хасси является экспериментальным проектом. В нём повествуется о приключениях барда, который хочет стать героем. Имеет разветвленный сюжет и возможность выбирать действия героя при помощи гиперссылок. Выходил с 12 июня по 5 июля 2007 года, 82 страницы.

### Problem Sleuth
Третий комикс на сайте. Является пародией на фильмы жанра нуар. В отличие от предыдущих комиксов MSPA имеет логическое завершение, что делает его первым завершенным «приключением». Второй по популярности и продолжительности после Homestuck. Выходил с 10 марта 2008 года по 7 апреля 2009 года. Имеет около 1700 страниц.

### Homestuck
Самый известный комикс на сайте. Повествует о четырёх подростках которые решают поиграть в компьютерную игру, которая в итоге становится причиной уничтожения Земли.
В отличие от других комиксов на сайте, имеет собственное музыкальное сопровождение. Каждая страница, помеченная как «[S]», представляет собой флеш-анимацию со своей музыкой. На данный момент музыка из Homestuck состоит из 20 альбомов доступных для скачивания на официальной Bandcamp-странице.